# Cala Comte
Las playas de Comte, también conocidas como cala Comte o cala Conta, constituyen un conglomerado de pequeñas calas ubicadas en la costa occidental de la isla de Ibiza, en las islas Baleares, España. Se extienden a lo largo de 800 metros con una anchura variable entre 15 y 30 metros. Estas playas son parte del municipio de San José y se hallan aproximadamente a 10 kilómetros de San Antonio Abad.
La claridad y transparencia de sus aguas azul turquesa las convierten en un lugar predilecto para la práctica de actividades acuáticas como el snorkel y la natación. La historia de estas playas está intrínsecamente ligada al conde Nuño Sánchez, uno de los conquistadores catalanes de la isla de Ibiza, cuyo legado perdura en el nombre que llevan, ya que Comte se traduce en español como "Conde".
Rodeadas por acantilados rocosos, las playas de Comte se caracterizan por su arena fina y dorada, que se complementa con una pequeña cala adicional situada en uno de sus extremos. Esta cala se puede acceder únicamente a través de escalones tallados en la roca. La playa es conocida por sus condiciones seguras para el baño, siendo especialmente amigable para los niños debido a sus aguas poco profundas y tranquilas.
Aunque las zonas de sombra son escasas, las playas están bien equipadas con servicios como restaurantes, bares, aseos y equipos de socorrismo. Sobre las dos playas principales, se encuentra un bar-cafetería que ofrece comidas y bebidas refrescantes. Además, en los alrededores hay tres restaurantes adicionales a los que se puede acceder a pie.
Desde las playas de Comte, se puede disfrutar de unas impresionantes vistas al mar y a los islotes de Ponent, que se destacan por sus variados colores y dan la impresión de estar sembrados en medio del mar. Al sur, y muy cercano, se encuentra Es Racó d'en Xic, una pequeña y recóndita cala con aguas cristalinas, donde es común la práctica del nudismo.
A pesar de la existencia de urbanizaciones en las proximidades, cala Comte ha sido descrita frecuentemente como un enclave de serenidad y belleza natural. Esta caracterización sugiere que, aunque se ha desarrollado infraestructura residencial cercana, la playa ha logrado preservar su encanto y tranquilidad. Esto la convierte en un destino apreciado por aquellos que buscan una escapada tranquila, lejos del bullicio, para sumergirse en la naturaleza y disfrutar de la paz que ofrece este rincón de Ibiza.

## Playas y Calas

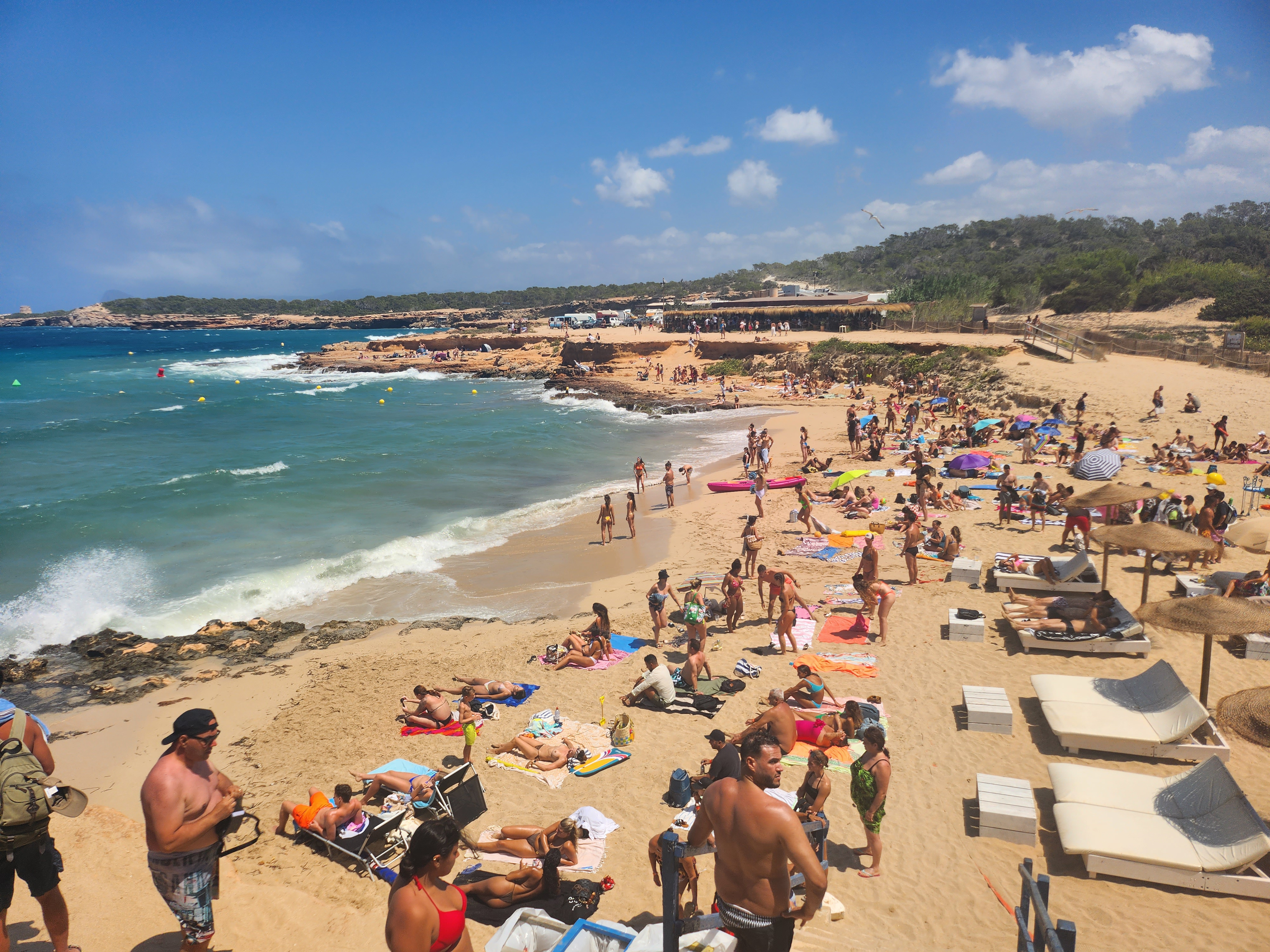
Playa Tramuntana

### Playa de Tramontana
La playa de Tramontana, orientada hacia el norte, es conocida por su ambiente tranquilo y sus aguas cristalinas, ideales para el snorkel y la natación. Su arena fina y dorada, junto con el paisaje natural que la rodea, crea un entorno idílico para los amantes de la naturaleza y la tranquilidad.

### Playa de Poniente
La platja de Ponent, orientada hacia el oeste, es perfecta para disfrutar de las puestas de sol, siendo un escenario popular entre los visitantes y locales por igual. Esta playa también cuenta con aguas cristalinas y una extensión de arena suave que invita a relajarse y disfrutar del entorno mediterráneo.

### Cala Escondida
Cala Escondida es una joya oculta en la zona de les Playas de Comte. Esta pequeña cala, como su nombre indica, ofrece un refugio más privado y aislado para quienes buscan escapar de las multitudes. Su acceso es un poco más complicado que el de otras playas de la zona, pero la tranquilidad y las vistas impresionantes que ofrece bien valen la pena el esfuerzo.

### Es Racó d’en Xic
Es Racó d’en Xic es una pequeña cala encantadora que forma parte de la experiencia de les Playas de Comte. Aunque es más pequeña en comparación con las otras playas, su encanto reside en su ambiente íntimo y pintoresco, ideal para quienes buscan un rincón tranquilo para relajarse y disfrutar del mar y la naturaleza.

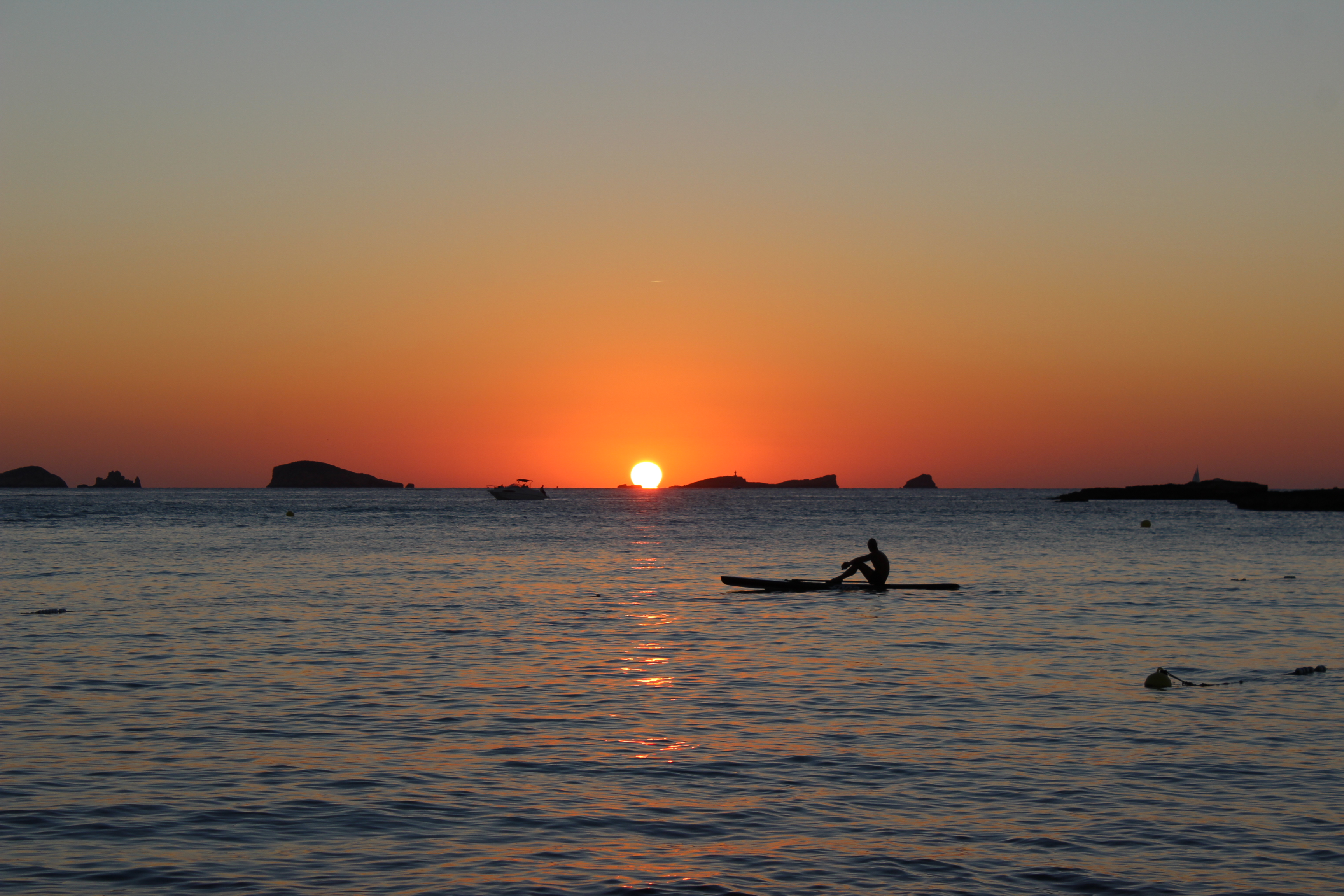
Atardecer en Cala Comte con los islotes de Poniente de fondo

## Islotes de Poniente
Los islotes de Poniente, situados frente a la costa de las Playas de Comte, son una característica distintiva y encantadora de este paisaje marítimo. Cada uno de estos islotes posee características únicas que contribuyen a la rica biodiversidad y a la belleza escénica de la región. A continuación se detallan los islotes más destacados:

#### s'Illa des Bosc
Este islote es una vista prominente desde las Playas de Comte, formando parte del icónico paisaje de la zona. Su nombre, que se traduce al castellano como la isla del bosque, se debe a la vegetación que lo cubre, añadiendo un tono verde al azul turquesa del mar que lo rodea.

#### Escull de Ses Punxes

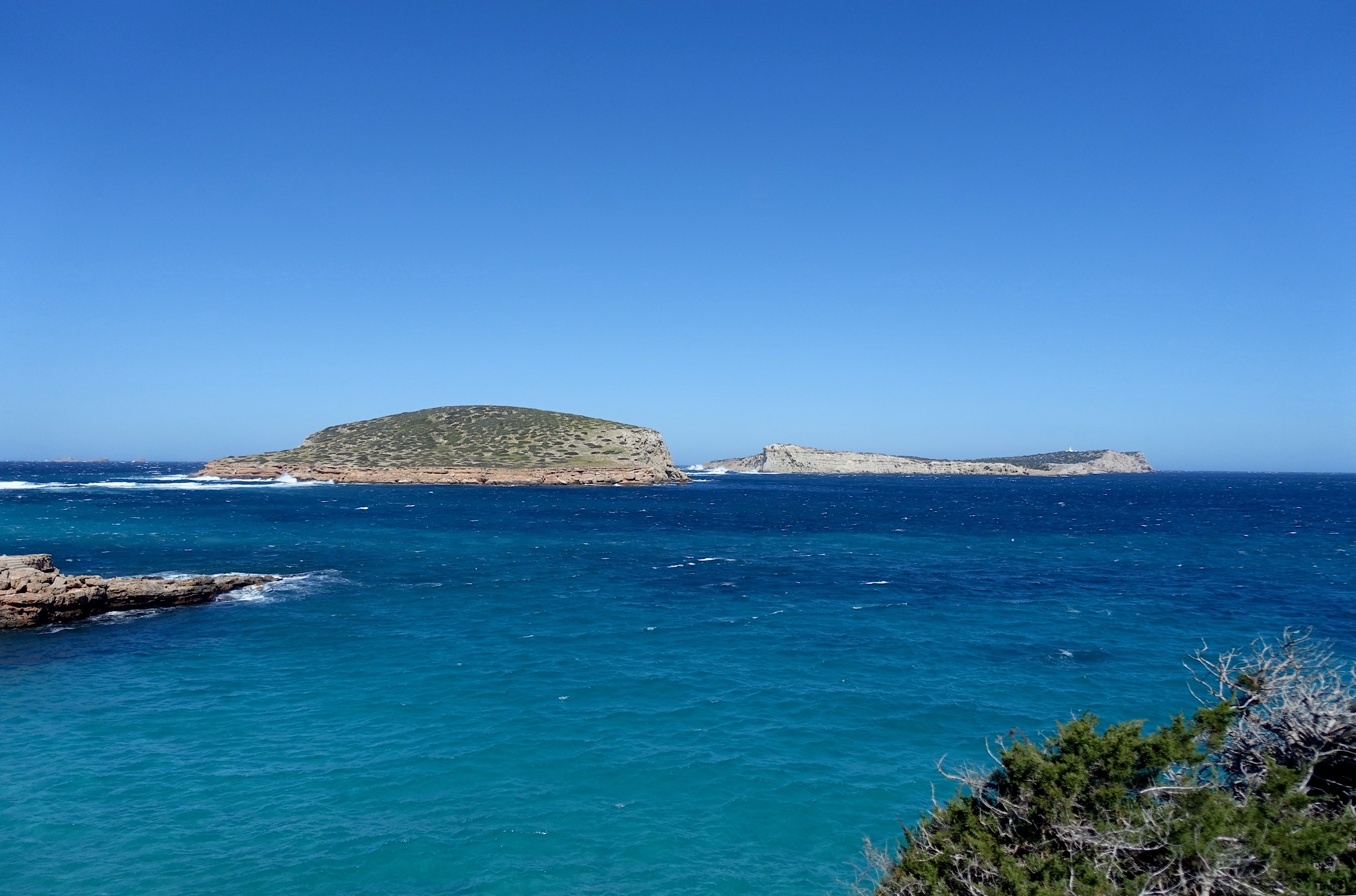
S'illa des Bosc i sa Conillera

Este afloramiento rocoso se encuentra relativamente cerca de s'Illa des Bosc y es claramente visible desde la playa. Su forma irregular y las aguas cristalinas que lo rodean lo convierten en un lugar popular para el buceo y el snorkel.

#### Sa Conillera
Sa Conillera es el mayor islote de las Pitiusas visible desde las Playas de Comte. Con una extensión de 7,35 kilómetros cuadrados, ofrece un hábitat diverso para varias especies de aves y plantas, siendo un punto de interés para naturalistas y amantes de la vida silvestre.

#### S'Espartar
Este islote tiene una historia tradicional relacionada con el esparto sumergido en sus aguas para aumentar su fuerza y resistencia. Su nombre hace alusión a esta práctica antigua y a la robustez de su terreno.

#### Ses Bledes
Ses Bledes es un conjunto de islotes que complementan la vista desde las Playas de Comte, añadiendo a la belleza escénica del lugar. Cada islote de este grupo tiene su propia forma y tamaño, creando un panorama variado y atractivo.
La presencia de estos islotes y escollos en el horizonte no solo enriquece la vista, sino que también añade un encanto especial a la experiencia de visitar las Playas de Comte, convirtiéndola en un sitio inolvidable de Ibiza. Además, estos islotes desempeñan un papel importante en la ecología local, albergando una variedad de especies marinas y aves, lo que los convierte en puntos de interés para la observación de la fauna y la flora.

## Cómo llegar a Les Platges de Comte
La Cala Comte está situada en el municipio de San José, al suroeste de la isla de Ibiza. Se puede acceder a esta área tanto por carretera como por transporte público.

#### Por carretera
La carretera PM-803 es la principal vía de acceso a las Playas de Comte. Desde San Antonio Abad, los visitantes pueden seguir las señales turísticas marrones a lo largo de la PM-803 hacia San Agustín. Antes de llegar a Cala Comte, hay un amplio estacionamiento a la izquierda donde los visitantes pueden dejar sus vehículos.

#### Con transporte público
Durante la temporada turística, que generalmente abarca de mayo a octubre, existe un servicio de autobús frecuente que conecta Sant Antoni con las Playas de Comte. La ruta de autobús es la número 4, operada por TIB (Transporte de las Islas Baleares). Los horarios pueden variar según la temporada, por lo que se recomienda revisar los horarios actualizados en el sitio web oficial de TIB.
Además, para aquellos interesados en un enfoque más pintoresco, hay salidas regulares de ferry desde el puerto de San Antonio y diversos hoteles a lo largo de la bahía de San Antonio Abad hacia las Playas de Comte, ofreciendo a los visitantes la oportunidad de disfrutar de un agradable recorrido marítimo antes de llegar a las playas.